# شوکت آلتوغ
شوکت آلتوغ (ترکی استانبولی: Şevket Altuğ؛ زادهٔ ۱۳ مارس ۱۹۴۳) هنرپیشه اهل ترکیه است. او در دهه‌های ۱۹۷۰ و ۱۹۸۰ در بسیاری از فیلم‌های سینمایی بازی کرده‌است.